# Carlos Agostinho do Rosário
Carlos Agostinho do Rosário (Maxixe, 26 ottobre 1954) è un politico e diplomatico mozambicano.
Primo ministro del Mozambico dal gennaio 2015 al marzo 2022 
Nel corso della sua carriera politica e diplomatica è stato Governatore della Provincia di Zambezia, Ministro dell'agricoltura e della pesca (1994-1999) e ambasciatore in numerosi Stati quali Malaysia, Singapore, Thailandia, Timor Est e Indonesia.